# Schwarzschwanz-Uferwipper
Der Schwarzschwanz-Uferwipper (Cinclodes atacamensis) ist eine Vogelart aus der Familie der Töpfervögel. Es gibt zwei Unterarten: Cinclodes a. atacamensis (Peru, Bolivien, Chile) und Cinclodes a. schocolatinus (Argentinien).

## Merkmale
Er erreicht eine Länge von 20 – 23 cm. Die Länge des Schwanzes beträgt 8 cm und die Länge des Schnabels 2,2 cm. Der Rücken, die Scheitelhaube, der Augenstreif und die Flügel sind kastanienfarben.  Zwischen Augenstreif und der Scheitelhaube ist eine weiße Kopfpartie. Der dunkelbraune Schwanz hat eine schwarze Spitze. Die Flügel sind weiß gebändert und haben schwarze Handschwingen. Die Kehle ist weiß, Brust und Unterbauch sind rotbraun. Die Beine sind fleischrot.

## Vorkommen und Lebensraum
Die Heimat des Schwarzschwanz-Uferwippers ist Peru (Lima und Junín), Bolivien (La Paz, Oruro, Potosi und Cochabamba), Chile (in der Nähe der Städte Coquimbo und Santiago de Chile) und  das nördliche Argentinien (bis zu den Bergregionen von Córdoba und Catamarca). Sein Lebensraum sind Plätze mit Busch- und Grasvegetation in der Nähe von Flüssen. Er kommt in Höhen von 2200 bis 5000 m vor. Er ernährt sich von Würmern, Larven, kleinen Krustentieren und anderen Kleintieren.

## Fortpflanzung
Er nistet in Felsnischen oder in Erdhöhlen. Das Nest besteht aus zwei bis vier weißen Eiern mit einem leichten Glanz.